# Begnécourt
Begnécourt é uma comuna francesa na região administrativa do Grande Leste, no departamento de Vosges. Estende-se por uma área de 4.57 km², e possui 151 habitantes, segundo o censo de 2018, com uma densidade de 33 hab/km².